# Apachekolos flaventis
Apachekolos flaventis là một loài ruồi trong họ Asilidae. Apachekolos flaventis được Scarbrough & Perez-Gelabert miêu tả năm.